# 穆罗玛语
穆罗玛语（俄语：Муромский язык）是乌拉尔语系芬兰-乌戈尔语族中一门已灭绝的语言。穆罗玛人曾居住在现今俄罗斯弗拉基米尔州，奧卡河沿岸。该地区的穆罗姆市名字起源于穆罗玛人。穆罗玛人向羅斯人王子进贡，如同邻近的梅里亚人部落，他们在11至12世纪时就融入了东斯拉夫人中，他们的地域划入了基辅罗斯。根据地名学的研究，穆罗玛语接近梅里亚语。

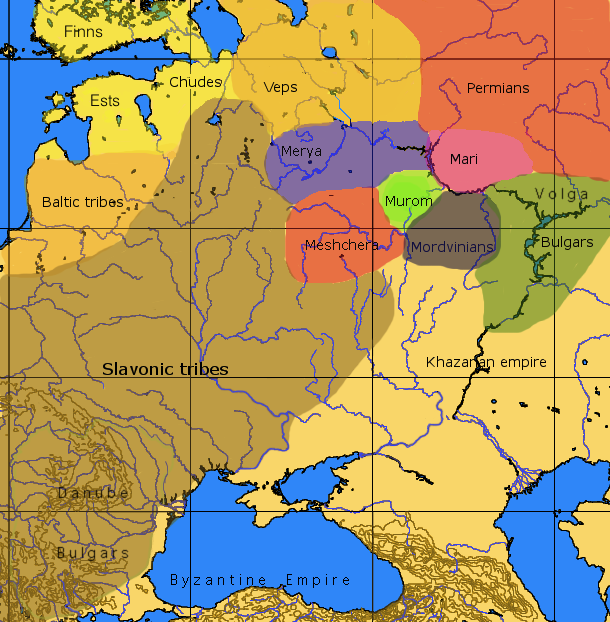
俄罗斯古代民族的居住区域，穆罗玛人的区域在图中标识为“Murom”